# Université de Roskilde
L’université de Roskilde (Roskilde Universitetscenter, ou RUC en danois) fut fondée en 1972 dans la ville de Roskilde, au Danemark.

## Description
L’université de Roskilde s’étend à l’est de la ville sur un campus composé d’une cinquantaine de bâtiments.
Elle accueille environ 9 200 étudiants, 700 enseignants-chercheurs et 250 membres du personnel administratif et technique. (2004)

## Histoire
Le projet d’université fut lancé juste après la révolution étudiante de 1968 avec comme objectif de replacer les étudiants au centre de l’enseignement.
Dans les années 1970, RUC se distinguait donc des autres universités danoises par un enseignement beaucoup plus libre : les étudiants pouvaient à la carte décider des cours à suivre, et des méthodes d’enseignement alternatives furent expérimentées avec un certain succès.
Sur le plan politique, l’université a fait ses débuts assez clairement à gauche, avec un intérêt pour les thèses marxistes.

## Spécificités
Même si les étudiants sont maintenant plus encadrés et que le gouvernement danois a uniformisé les enseignements dans les années 1980, les tendances des origines de RUC restent toujours perceptibles aujourd’hui (années 2000).
Une des caractéristiques de l’enseignement à l’université de Roskilde est de proposer une formation initiale de deux ans (au lieu de trois années normalement au Danemark), comme tronc commun à choisir parmi :
- Bases en sciences humaines
- Bases en sciences sociales
- Bases en sciences naturelles

### Départements
Actuellement (2004), l’université de Roskilde est divisée en 10 départements :
1. Sciences de la vie et chimie
2. Mathématiques et physique
3. Géographie et développement international
4. Environnement, technologie et études sociales
5. Histoire et théories sociales
6. Langage et culture
7. Communication, journalisme et informatique
8. Sciences sociales
9. Psychologie, philosophie et étude des sciences
10. Éducation

## Relations internationales
L'université est membre de l’Université de l'Arctique. UArctic est un réseau international d’universités, d’instituts de recherche et d’organisations ayant pour but de promouvoir, coordonner et soutenir la recherche ainsi que l’éducation en régions arctiques.